# Henri Braconnot
 (septembre 2022).
Henri Braconnot, né à Commercy le 29 mai 1780 et mort le 13 janvier 1855 à Nancy, est un pharmacien militaire, botaniste et chimiste français.
Nommé directeur du jardin botanique de Nancy en 1807, le jeune et paisible retraité militaire, lorsqu'il n'est pas requis en rappel de ses fonctions de pharmacien militaire, consacre une grande part de son activité de recherche à partir de ces années à une meilleure connaissance des plantes tant sous l'angle horticole que chimique. Son œuvre de chimiste organicien en contact avec le terrain jardiné et ses patientes réalisations horticoles marquent le chef-lieu de la Meurthe bien après le douloureux départ du directeur, vieillard impotent, en 1852 : n'est-il pas un inspirateur lointain de l'Art nouveau de Nancy alors qu'il est oublié depuis plus d'un siècle ou effacé derrière son successeur Godron souvent loué ?
Il faudrait pouvoir confronter les conceptions de physiologie végétale et de production agricole de Braconnot avec la chimie agricole de Justus Liebig rédigée en 1840. Le prudent chimiste lorrain s'en démarquerait avec de subtiles nuances portant en filigrane d'immenses interrogations.

## Une entrée précoce dans la vie active
Fils d'un édile de Commercy mort prématurément en 1787, le jeune Henri qui a bénéficié dans sa prime enfance de maîtres particuliers fréquente les petites écoles de Commercy. Sa famille réduite ne peut trouver les ressources à ses études et l'adolescent de treize ans est placé apprenti pharmacien chez Graux à Nancy. Son maître apothicaire nancéien se révèle pédagogue et l'initie aux deux mamelles de son art, la chimie et la botanique.
Par sa nomination comme apprenti pharmacien à l'hôpital militaire de Strasbourg en 1795 à l'âge de quinze ans, Henri Braconnot accomplit son service militaire et entrevoit de poursuivre ses études à l'armée. Il est très tôt confronté à des responsabilités accablantes et se forme sur le terrain dans l'urgence des guerres. Après avoir poursuivi des études aléatoirement dans le cadre militaire et raté son diplôme officiel à l'école de pharmacie de Strasbourg, le jeune officier semble se mettre en demi-solde de l'armée et part vivre à Paris où il continue ses études entre 1801 et 1802. Il assiste au cours de l'école gratuite de pharmacie, suit avec assiduité les conférences au Muséum d'histoire naturelle et à l'école de médecine du chimiste Antoine François de Fourcroy, des naturalistes Jean-Baptiste Lamarck et Étienne Geoffroy Saint-Hilaire. C'est à cette période que tout en étant fasciné par la paléontologie et l'histoire de la vie animale et végétale, il commence d'actives recherches en chimie : il s'attache en 1802 à l'étude de la composition chimique d'une corne fossile. Sans grande confiance en lui après son retour à Nancy, il ne publie ce travail qu'en 1806 dans le journal de chimie-physique.

## Un apprenti pharmacien, chimiste et botaniste, professeur de sciences naturelles
L'intérêt scientifique pour la chimie et la botanique appliquée demeure après des études écourtées et frustrantes. Dès que l'Empire semble s'assagir en 1805, il ne cesse de demander un poste administratif plus conforme à ses préoccupations scientifiques. Il obtient par le prestige de l'uniforme et les bons services rendus aux généraux d'Empire un poste au jardin botanique de Nancy. Cet établissement fondé sous l'ancien régime est géré par la ville de Nancy depuis les troubles de la Révolution. Le jeune scientifique est chargé d'organiser sur le domaine du Montet une fabrique de sucre de betterave pour pallier les inconvénients du blocus continental instauré en 1806.
L'ancien militaire promu par ses vœux professeur d'histoire naturelle et chimiste agronome est désormais fixé à Nancy. Il y devient directeur du jardin des plantes en succession de Rémi Willemet (de), excellent botaniste et pharmacien né en 1735 et décédé inopinément en 1807.
Il contribue à une meilleure gestion du jardin en mettant au point un système d'étiquetage des plantes. Les restructurations qu'il impose à partir de 1833 changent profondément l'aspect du jardin botanique. Lieu de formation sur le terrain des jardiniers et des botanistes, ce jardin des plantes nancéien est un prolongement de son laboratoire de chimiste, si ce n'est le véritable laboratoire dans la pensée de Braconnot.

## Les années de recherche nancéiennes
Mais l'aide et le soutien surtout psychologique, plus rarement pécuniaire au labeur de recherche entrepris par Braconnot ne vient ni d'une école ni d'une université lointaine. L'Académie Stanislas est un relais d'échanges, un lieu d'entremise et convivialité favorable aux chercheurs dévoués et hommes de qualité : Braconnot en est membre titulaire de 1809 à 1855. Néanmoins il correspond avec les chimistes maîtrisant ses thèmes d'investigations et publie la plupart de ses études chimiques dans les principales revues françaises de recherche à Paris. 
La chimie végétale de Braconnot correspond point pour point à l'inspection vétilleuse d'un jardinier en chef dans un jardin aux sources fraîches, riches d'essences légumières ou arbustives sélectionnées et parfois exotiques, dans un cadre campagnard fort commun proche de la dense forêt feuillue du plateau. Les pollens sont dispersés par les abeilles des ruches installées à demeure en bonne saison. Un vaste maison de maître avec ses dépendances et écuries autour d'une cour permet la surveillance des clôtures du jardin.
Braconnot se livre surtout à des travaux de longue haleine en chimie organique; il analyse les diverses parties des plantes et leurs produits. On lui doit une foule de découvertes ou de précisions d'obtentions expérimentales sur des corps organiques végétaux et animaux. Il s'efforce d'étudier l'assimilation des composés chimiques par les plantes qui produisent acides organiques ou matière grasse végétale, acides aminés, sucres et pectine.
Il a d'abord découvert en 1811 la chitine dans les champignons. Il s'agit du premier polysaccharide reconnu dans la littérature.
Il s'est de plus en plus intéressé à la constitution chimique des corps gras, grave préoccupation qui marque le début de son siècle. Ses travaux sont souvent présentés toutefois comme une suite peu originale des travaux de Eugène Chevreul. Il semble toutefois que Braconnot suive ses propres raisonnements de façon autonome, sans copier ni la démarche ni les arguments du célèbre chimiste parisien, maître de la chimie des corps gras.
Ces préoccupations mènent le chimiste amateur à la découverte de la léguline, de la stéarine, de la bougie stéarique (1818). Il presse à froid entre des filtres en papier des substances graisseuses, animales ou végétales. Il obtient :
- d'une part ce qu'il appelle une huile susceptible de saponification et d'acidification,
- d'autre part, un gel solide, qu'il nomme stéarine.

Cette dernière découverte est relatée dans les Annales de chimie. Elle est aussitôt contestée vivement par Chevreul qui affirme avec violence l'antériorité de ses recherches. Ce dernier a bien réalisé ses premiers travaux en 1813. Pourtant Henri Braconnot ne baisse point les bras : il confectionne et améliore un "gel absolu" à partir de graisse de bœuf et de mouton, dénommant céroprimène cette substance cireuse dont il réserve l'usage pour les bougies. Associé au pharmacien nancéien F. Simonin en 1818, il prend un brevet. Chevreul piqué au vif améliore le procédé avec un nouveau brevet.
Braconnot a découvert la saccharification des matières ligneuses et accessoirement du sucre de bois. Son mémoire qui porte sur la transformation du bois, de la paille et du coton respectivement en sucre de bois, de paille et de coton par traitement à l'acide sulfurique concentré date de l'année 1819. Il ouvre des pistes prometteuses pour la recherche chimique qui n'échappent au milieu scientifique français. Vingt-quatre ans plus tard, Dumas reprend le procédé acide de Braconnot et identifie le glucose comme terme de l'altération de l'amidon, de la cellulose ou du miel.
Braconnot systématise l'étude d'une réaction type, à commencer par les traitements à l'acide sulfurique concentré. À partir de gélatine et de fibres musculaires (leucine), il obtient ce qu'il nomme le sucre de gélatine.
Il généralise l'emploi d'autres acides concentrés. La xyloïdine est découverte par Braconnot par traitement à l'acide nitrique concentré et à chaud du bois ou du coton. Ce vernis vitreux, que quelques chercheurs considèrent comme la première macromolécule ou polymère apparu en chimie avant l'invention des dénominations, a mené à la découverte du coton-poudre, collodion et autres nitrocelluloses. Il suffisait d'employer un mélange acide sulfurique-acide nitrique. Braconnot prépare ainsi du fulmicoton.
Braconnot a permis la dénomination et connaissance de nombreux acides qu'il a isolés de façon plus ou moins pure ou reconnu dans des mélanges selon les méthodes analytiques actuelles : 
- acides fumariques,
- acide aconitique,
- acide équisétique,
- acides fungiques ou acide fongique des champignons,
- acide bolétique
- acide nancéique,
- acide pectique de la pectine des fruits,
- acide ellagique,
- acide gallique des noix de galles
- acide pyrogallique ou pyrogallol, appelé à un large usage en photographie,
- acide des baies de sorbier ou acide sorbique.

Il a également étudié la composition du pollen et des mucilages végétaux.
Il a mis en évidence parmi d'autres molécules :
- l'apiine
- le glycocolle
- la légumine ou albumine soluble des graines de légumineuses
- la leucine
- le picromel
- la salicine ou acide salicylique de l'aubier ou des écorces de saules
- la populine des écorces de peuplier

Il est considéré comme l'un des pères de la notion de polymère et un précurseur de la chimie des substances naturelles. Il a publié 112 travaux en comptant ses autres centres d'intérêts géologiques et naturalistes.

## L'éloignement du jardin paradisiaque

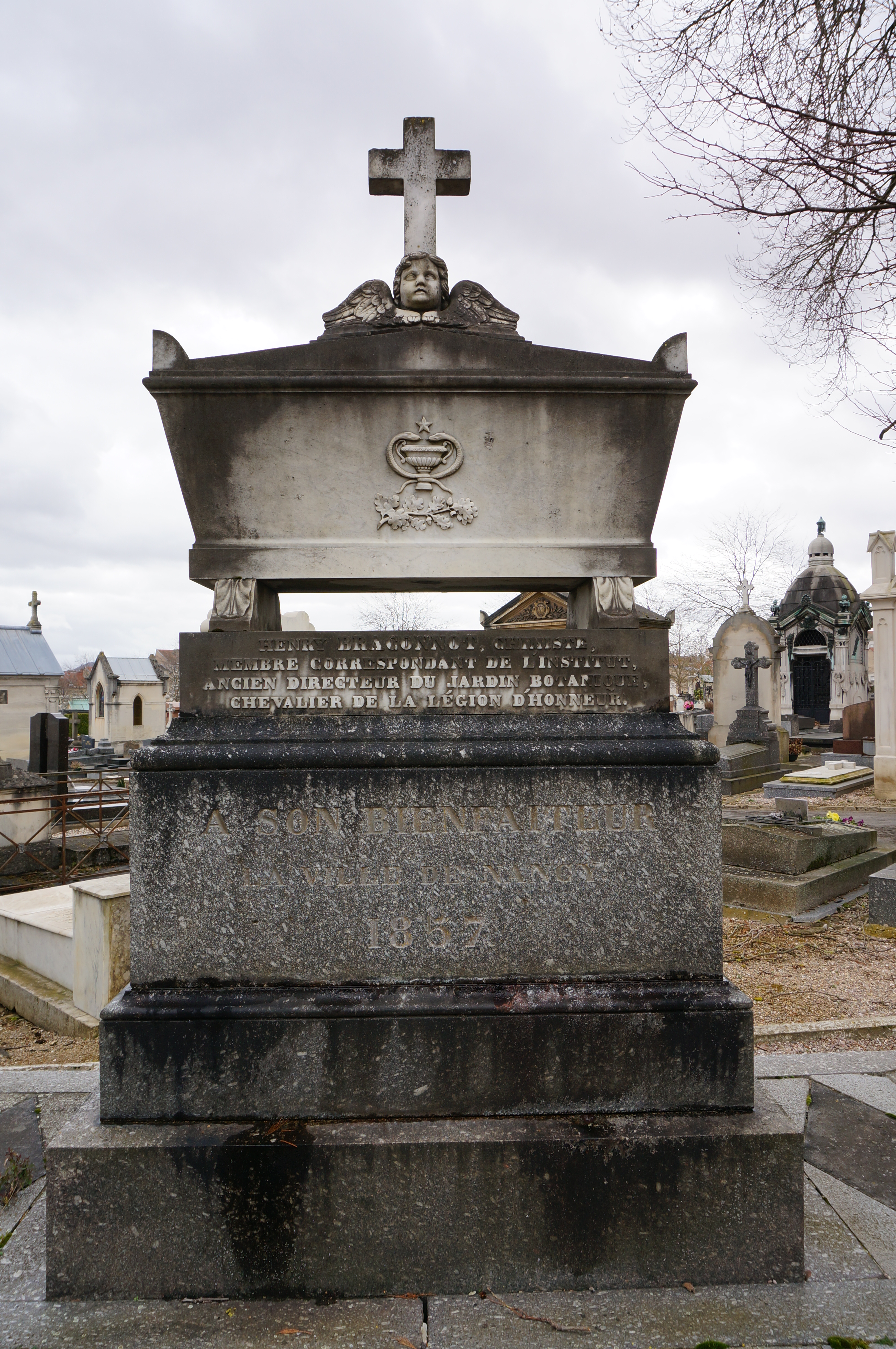
Tombe d'Henri Braconnot au Cimetière de Préville

La perte de sa fonction pour des raisons de santé en 1852 l'éloigne de Nancy. Il semble rejoindre à contre-cœur quelque temps la protection d'une partie de sa famille à Paris puis il revient à Nancy. À sa mort, il lègue 280 000 francs à la ville de Nancy.

## Distinctions
Élu membre correspondant de l'Académie des sciences le 15 septembre 1823
 Chevalier de la Légion d'honneur en 1828

## Mention dans la littérature
Dans son roman De la Terre à la Lune (chapitre IX), Jules Verne mentionne Henri Braconnot comme l'inventeur du fulmicoton servant à propulser l'obus destiné à envoyer trois hommes sur la Lune. Le romancier mentionnera également cette invention dans L'Île mystérieuse et dans Voyage au centre de la Terre.

### Bibliographie

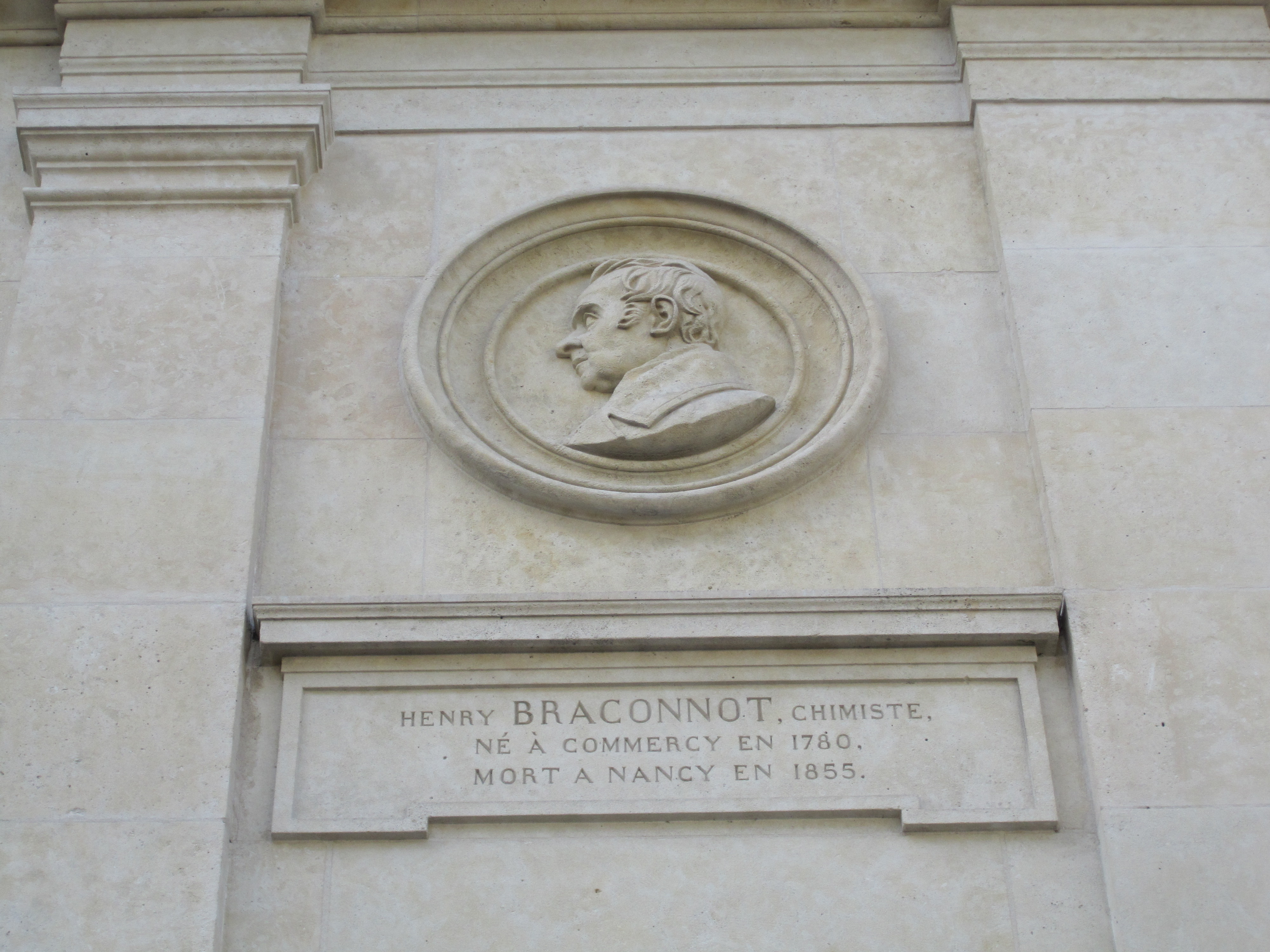
Henri Braconnot